# مامادو کامارا (بازیکن فوتبال، زاده ۱۹۸۸)
مامادو کامارا (انگلیسی: Mamadou Camara؛ زادهٔ ۶ آوریل ۱۹۸۸) بازیکن فوتبال اهل فرانسه است که در پست مدافع بازی می‌کند.
از باشگاه‌هایی که در آن بازی کرده‌است می‌توان به باشگاه فوتبال گنگام و باشگاه فوتبال استراسبورگ اشاره کرد.